# Supermarine Aviation Works

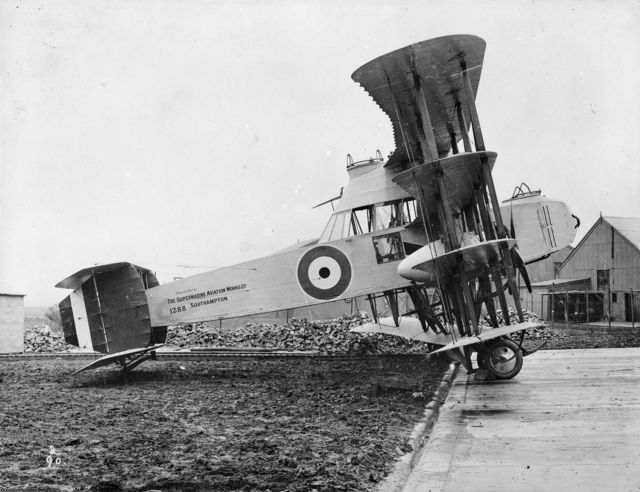
Supermarine P.B.31E Nighthawk

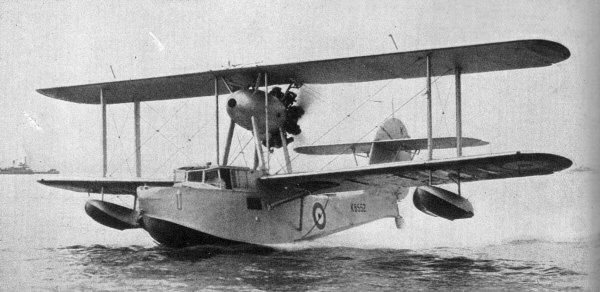
Supermarine Walrus

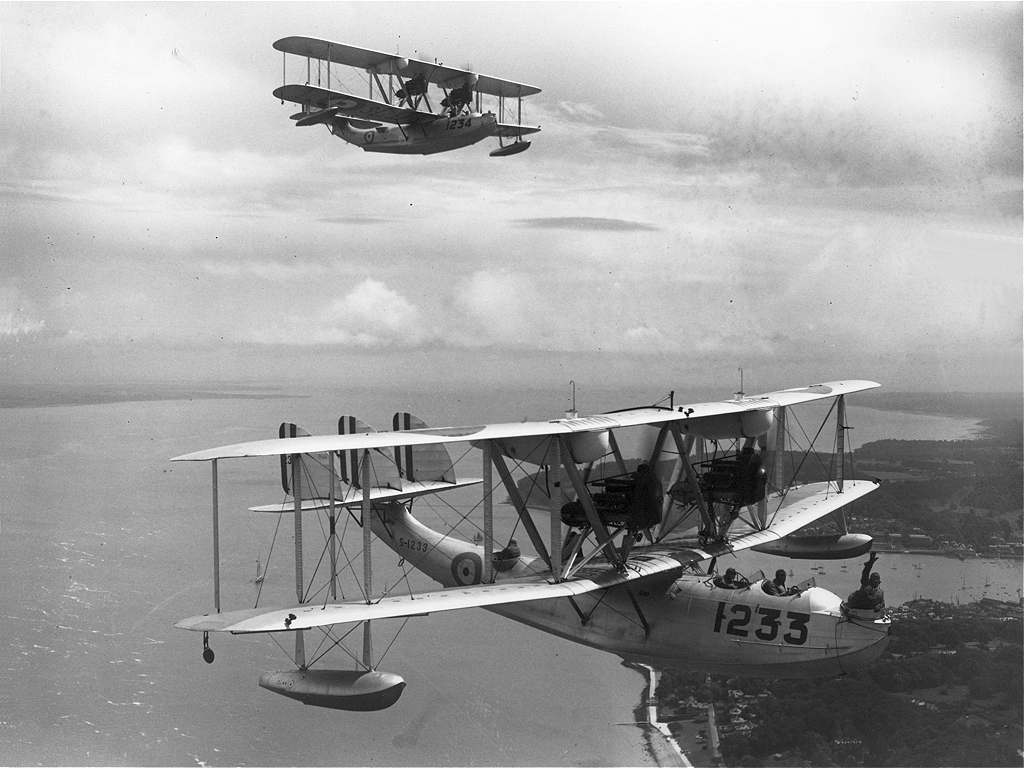
Supermarine Southampton

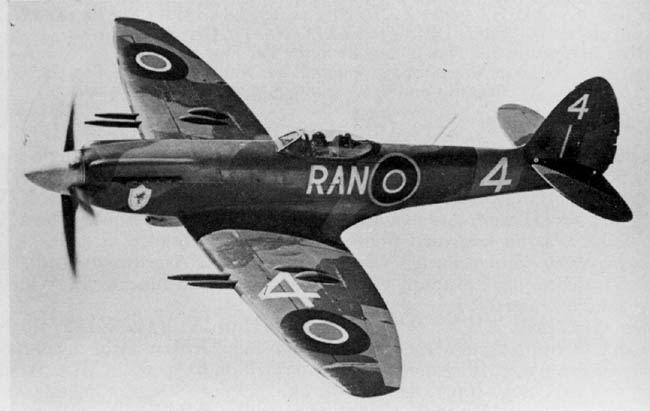
Supermarine Spitfire F.22

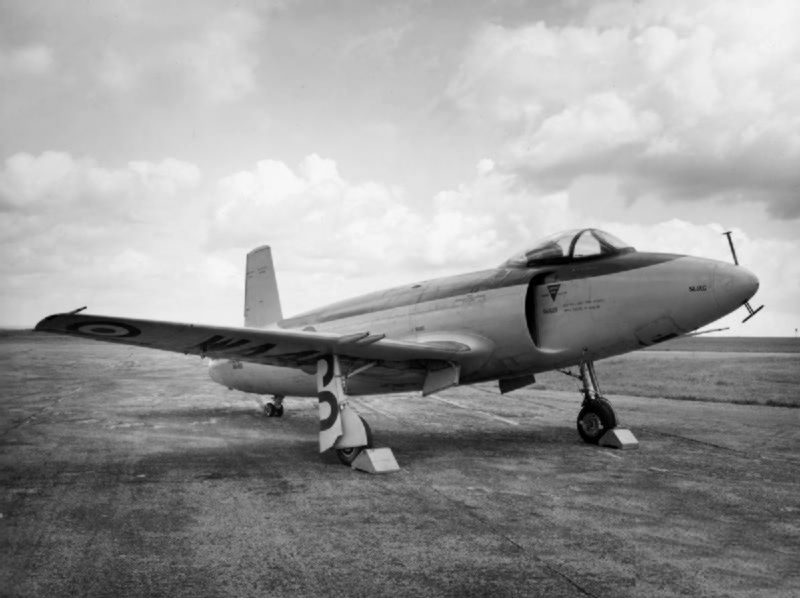
Supermarine Attacker

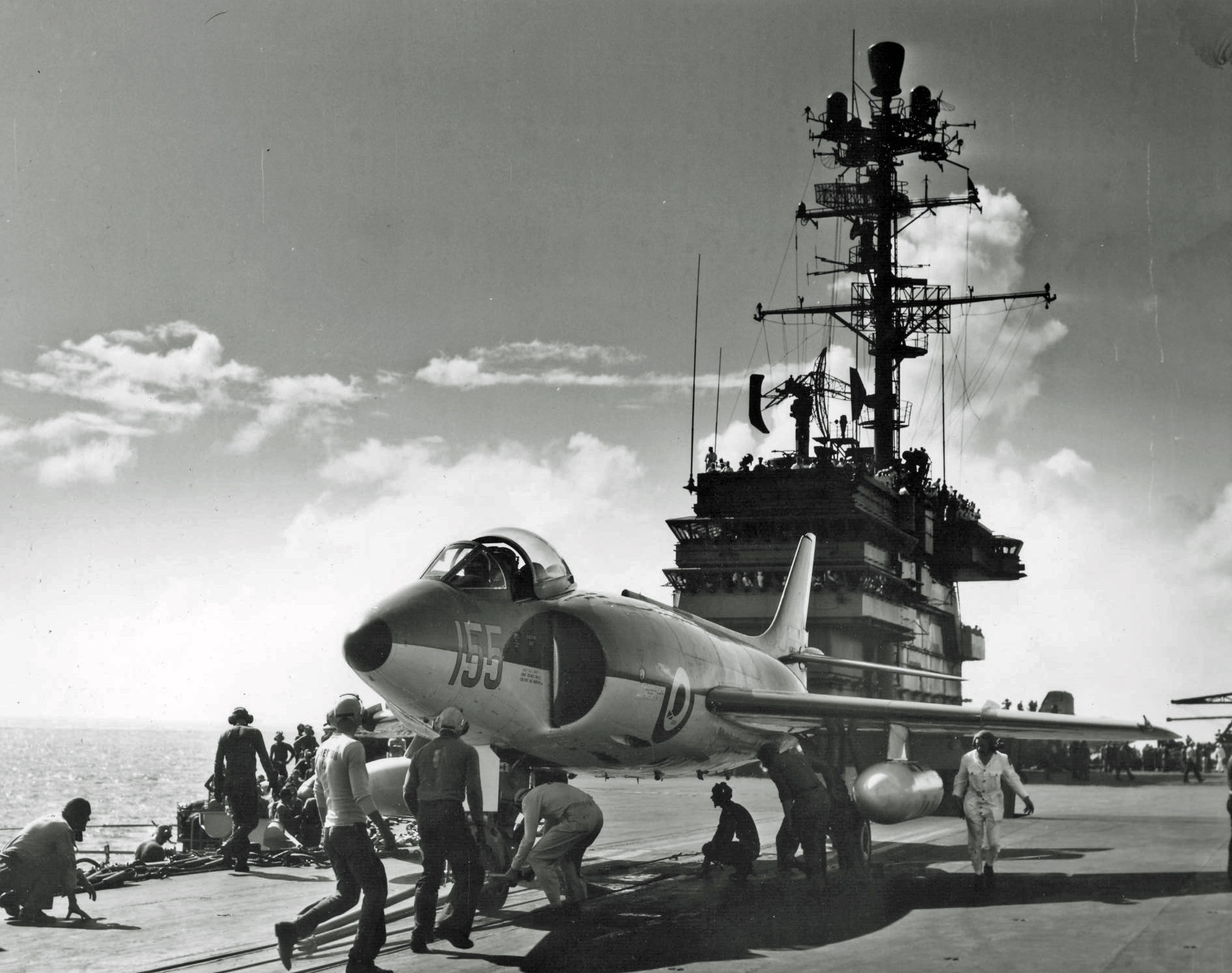
Supermarine Scimitar

De Supermarine Aviation Works was een Engelse vliegtuigfabriek, die zich vooral toelegde op de productie van watervliegtuigen, zowel militaire als civiele. De firma is bekend door de racevliegtuigen die ze bouwde voor de verschillende Schneider Trophy-wedstrijden, en door de Supermarine Spitfire, het jachtvliegtuig dat een belangrijke rol speelde in de Slag om Engeland. De fabriek was gevestigd in Woolston, een voorstad van Southampton. 

## Geschiedenis
Het bedrijf werd opgericht in 1913 door Noel Pemberton-Billing als de Pemberton-Billing Ltd.. Tijdens de Eerste Wereldoorlog werd hij parlementslid en trok hij zich terug uit zijn bedrijf, dat werd overgenomen door Commander J. Bird en Hubert Scott-Paine. Deze veranderde de naam in Supermarine Aviation Works, Ltd. Tijdens de oorlog bouwde het bedrijf een paar prototypes van vierdekkers die bedoeld waren om zeppelins neer te schieten: de Supermarine P.B.29 en de Supermarine Nighthawk.
In de jaren 1920 werd het bedrijf internationaal bekend door haar successen in diverse Schneider Trophy-wedstrijden voor watervliegtuigen. Supermarine-racevliegtuigen wonnen de wedstrijd in 1922 en driemaal na elkaar in 1927, 1929 en 1931. Een ander succesvol ontwerp uit die periode was de Supermarine Southampton, een militair verkenningsvliegtuig.
In 1928 werd Supermarine overgenomen door de Vickers-groep. Als onderdeel van Vickers-Armstrongs bleef Supermarine onder haar eigen naam verder vliegtuigen ontwikkelen en bouwen. De Walrus vloog voor het eerst in 1933; deze eenmotorige vliegboot werd in de Tweede Wereldoorlog gebruikt om verkenningsvluchten uit te voeren. Het toestel kon met een katapult vanop een schip starten.
De Supermarine Spitfire vloog voor het eerst in 1936 en dit jachtvliegtuig was het eerste landvliegtuig van Supermarine dat in serieproductie ging. Het was een ontwerp van Reginald Mitchell, die ook de racevliegtuigen en een aantal andere vliegboten van Supermarine had ontworpen. De capaciteit van de fabriek in Woolston bleek al snel ontoereikend voor de massaproductie van de Spitfire, en er werd een "schaduwfabriek" gebouwd aan Castle Bromwich Aerodrome nabij Birmingham, die meer dan 12.000 Spitfires zou bouwen vanaf 1940. De Duitsers bombardeerden en vernielden de fabriek in Woolston in september 1940, maar de productie van de Spitfire werd voortgezet in een aantal kleinere fabrieken die waren verspreid in de buurt van Southampton.
Na de Tweede Wereldoorlog bouwde Supermarine onder meer de Attacker, de eerste straaljager van de Royal Navy, die in 1951 in dienst werd genomen, en de Swift, die bij de Royal Air Force vanaf 1954 vloog.
Het laatste Supermarine-vliegtuig was de Scimitar die in 1956-1957 werd geleverd aan de Fleet Air Arm van de Royal Navy. In de daaropvolgende reorganisatie van de Britse vliegtuigindustrie ging Vickers-Armstrong in 1960 samen met een aantal andere vliegtuigbouwers op in de British Aircraft Corporation.

## Vliegtuigtypes van Supermarine
- Race- en recordvliegtuigen:
  - Supermarine S.1
  - Supermarine S.2
  - Supermarine S.3
  - Supermarine S.4
  - Supermarine S.5
  - Supermarine S.6
  - Supermarine S.6B

- Militaire vliegtuigen:
  - Supermarine Attacker
  - Supermarine Nanuk
  - Supermarine Scapa
  - Supermarine Scimitar
  - Supermarine Sea King
  - Supermarine Sea Lion
  - Supermarine Sea Otter
  - Supermarine Seafang
  - Supermarine Seafire
  - Supermarine Seal
  - Supermarine Solent
  - Supermarine Southampton
  - Supermarine Spitfire
  - Supermarine Spiteful
  - Supermarine Stranraer
  - Supermarine Swift
  - Supermarine Walrus

- Civiele vliegtuigen:
  - Supermarine Sea Eagle
  - Supermarine Swan